# Jerrel Feller
Jerrel Feller (Heemskerk, 9 giugno 1987) è un velocista olandese.

## Biografia
Ai campionati europei di Helsinki 2012 ha vinto la medaglia d'oro nella staffetta 4×100 metri, con i compagni Brian Mariano, Churandy Martina, Giovanni Codrington e Patrick van Luijk, correndo solo in batteria.

## Palmarès
| Anno | Manifestazione | Sede     | Evento  | Risultato | Prestazione | Note  |
| ---- | -------------- | -------- | ------- | --------- | ----------- | ----- |
| 2011 | Mondiali       | Taegu    | 4×100 m | Batteria  | dq          |       |
| 2012 | Europei        | Helsinki | 4×100 m | Oro       | 38"34       | [ 1 ] |